# Agoma ovifera
Agoma ovifera är en fjärilsart som beskrevs av George Francis Hampson 1910. Agoma ovifera ingår i släktet Agoma och familjen nattflyn. Inga underarter finns listade i Catalogue of Life.